# Пустовий Ярослав Ігорович
Ярослав Ігорович Пустовий (нар. 29 грудня 1970; Кострома) — український космонавт та інженер. Кандидат фізико-математичних наук. Дублер першого українського астронавта Леоніда Каденюка. Досвіду польотів у космос не має.

## Біографія
Народився 29 грудня 1970 року у Костромі. У 1988 році закінчив середню школу, а в 1993 році — Військову інженерно-космічну академію ім. Можайського в Санкт-Петербурзі. У 1996 році захистив кандидатську дисертацію в Харківському Державному університеті.
З січня 1995 року працював в інституті земного магнетизму АН України.
У 1996 році під час набору за програмою спільного американо-українського польоту (набір НКАУ-1) пройшов відбір і медичну комісію в Києві на базі інститутів Академії медичних наук і був відправлений в США, де пройшов медкомісію в Центрі Джонсона і первинно-ознайомчу підготовку до проведення космічного експерименту в Центрі ім. Кеннеді. Після цього в листопаді 1996 року був остаточно затверджений на включення в екіпаж. З грудня 1996 року проходив підготовку до польоту в Центрі ім. Кеннеді. У травні 1997 року був призначений дублером першого українського космонавта Леоніда Каденюка. Був обраний до загону астронавтів Canadian Arrow в червні 2003 року. До 2004 року працював в НКАУ (Національне космічне агентство України).
З літа 2004 року працює в компанії Canadian Arrow, входить в команду розробників Центру підготовки космонавтів.
З 2007 року проживає у місті Беррі, Канада. У 2009 році став співзасновником Space 1 Systems. У 2014 році Пустовий приєднався до Canadian Space Commerce Association як член правління, а згодом став президентом організації.

## Особисте життя
Ярослав володіє французькою та англійською мовами. У нього є дружина Олеся та дочка Анастасія.

## Нагороди
- У 1998 році нагороджений орденом «За заслуги» III ступеня — за бездоганну передпольотну роботу, готовність до здійснення польоту та виконання наукової космічної програми у складі міжнародного екіпажу космічного корабля «Коламбія» (США)[7]